# Basketbal op de Olympische Zomerspelen 1964

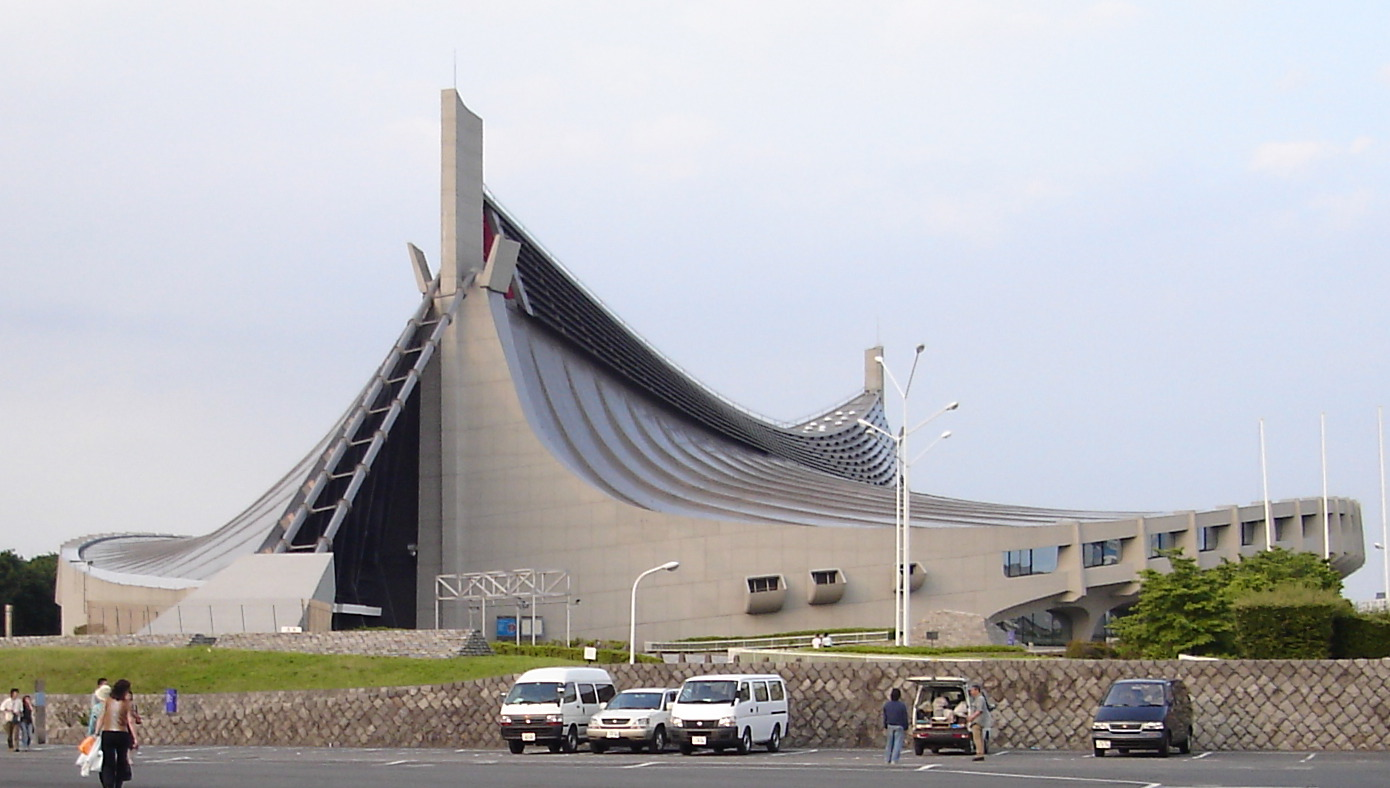
Yoyogi Gymnasium

Basketbal is een van de sporten die beoefend werden tijdens de Olympische Zomerspelen 1964 in Tokio.

## Mannen

### Voorronde

#### Groep A
| Datum      | Tijd  | Land        | Score   | Land        |
| ---------- | ----- | ----------- | ------- | ----------- |
| 11 oktober | 13:30 | Polen       | 56 - 53 | Hongarije   |
| 11 oktober | 16:00 | Italië      | 85 - 80 | Mexico      |
| 11 oktober | 17:30 | Japan       | 55 - 65 | Puerto Rico |
| 11 oktober | 19:00 | Sovjet-Unie | 87 - 52 | Canada      |
| 12 oktober | 10:30 | Italië      | 74 - 64 | Puerto Rico |
| 12 oktober | 12:00 | Polen       | 81 - 57 | Japan       |
| 12 oktober | 19:00 | Sovjet-Unie | 87 - 76 | Mexico      |
| 12 oktober | 20:30 | Canada      | 59 - 70 | Hongarije   |
| 13 oktober | 12:00 | Italië      | 58 - 61 | Polen       |
| 13 oktober | 13:30 | Mexico      | 55 - 73 | Puerto Rico |
| 13 oktober | 16:00 | Sovjet-Unie | 84 - 42 | Hongarije   |
| 13 oktober | 19:00 | Canada      | 37 - 58 | Japan       |
| 14 oktober | 9:00  | Sovjet-Unie | 82 - 63 | Puerto Rico |
| 14 oktober | 12:00 | Hongarije   | 41 - 58 | Japan       |
| 14 oktober | 16:00 | Canada      | 54 - 66 | Italië      |
| 14 oktober | 20:30 | Mexico      | 71 - 70 | Polen       |
| 16 oktober | 12:00 | Mexico      | 78 - 68 | Canada      |
| 16 oktober | 16:00 | Hongarije   | 73 - 77 | Italië      |
| 16 oktober | 17:30 | Sovjet-Unie | 72 - 59 | Japan       |
| 16 oktober | 20:30 | Puerto Rico | 66 - 60 | Polen       |
| 17 oktober | 9:00  | Japan       | 72 - 68 | Italië      |
| 17 oktober | 10:30 | Hongarije   | 69 - 61 | Mexico      |
| 17 oktober | 12:00 | Sovjet-Unie | 74 - 65 | Polen       |
| 17 oktober | 13:30 | Puerto Rico | 88 - 69 | Canada      |
| 18 oktober | 9:00  | Puerto Rico | 74 - 59 | Hongarije   |
| 18 oktober | 12:00 | Polen       | 74 - 69 | Canada      |
| 18 oktober | 16:00 | Japan       | 62 - 64 | Mexico      |
| 18 oktober | 19:00 | Sovjet-Unie | 76 - 67 | Italië      |

| Groep A |             |             |             |             |            |            |            |        |
| #       | Land        | Wedstrijden | Wedstrijden | Wedstrijden | Doelpunten | Doelpunten | Doelpunten | Punten |
| #       | Land        | G           | W           | V           | V          | T          | Saldo      | Punten |
| 1       | Sovjet-Unie | 7           | 7           | 0           | 562        | 424        | 138        | 14     |
| 2       | Puerto Rico | 7           | 5           | 2           | 493        | 454        | 39         | 12     |
| 3       | Polen       | 7           | 4           | 3           | 467        | 448        | 19         | 11     |
| 4       | Italië      | 7           | 4           | 3           | 495        | 480        | 15         | 11     |
| 5       | Mexico      | 7           | 3           | 4           | 485        | 514        | -29        | 10     |
| 6       | Japan       | 7           | 3           | 4           | 421        | 428        | -7         | 10     |
| 7       | Hongarije   | 7           | 2           | 5           | 407        | 469        | -62        | 9      |
| 8       | Canada      | 7           | 0           | 7           | 408        | 521        | -113       | 7      |

#### Groep B
| Datum      | Tijd  | Land             | Score    | Land        |
| ---------- | ----- | ---------------- | -------- | ----------- |
| 11 oktober | 9:00  | Zuid-Korea       | 72 - 80  | Finland     |
| 11 oktober | 10:30 | Brazilië         | 50 - 58  | Peru        |
| 11 oktober | 12:00 | Joegoslavië      | 84 - 71  | Uruguay     |
| 11 oktober | 20:30 | Verenigde Staten | 78 - 45  | Australië   |
| 12 oktober | 9:00  | Zuid-Korea       | 64 - 105 | Uruguay     |
| 12 oktober | 13:30 | Brazilië         | 68 - 64  | Joegoslavië |
| 12 oktober | 16:00 | Verenigde Staten | 77 - 51  | Finland     |
| 12 oktober | 17:30 | Australië        | 81 - 62  | Peru        |
| 13 oktober | 9:00  | Verenigde Staten | 60 - 45  | Peru        |
| 13 oktober | 10:30 | Finland          | 55 - 73  | Uruguay     |
| 13 oktober | 17:30 | Australië        | 70 - 74  | Joegoslavië |
| 13 oktober | 20:30 | Zuid-Korea       | 65 - 92  | Brazilië    |
| 14 oktober | 10:30 | Verenigde Staten | 83 - 28  | Uruguay     |
| 14 oktober | 13:30 | Peru             | 64 - 73  | Joegoslavië |
| 14 oktober | 17:30 | Finland          | 54 - 61  | Brazilië    |
| 14 oktober | 19:00 | Australië        | 65 - 58  | Zuid-Korea  |
| 16 oktober | 9:00  | Finland          | 61 - 59  | Australië   |
| 16 oktober | 10:30 | Peru             | 84 - 57  | Zuid-Korea  |
| 16 oktober | 13:30 | Uruguay          | 68 - 80  | Brazilië    |
| 16 oktober | 19:00 | Verenigde Staten | 69 - 61  | Joegoslavië |
| 17 oktober | 16:00 | Joegoslavië      | 99 - 66  | Zuid-Korea  |
| 17 oktober | 17:30 | Peru             | 59 - 63  | Finland     |
| 17 oktober | 19:00 | Verenigde Staten | 86 - 53  | Brazilië    |
| 17 oktober | 20:30 | Uruguay          | 58 - 57  | Australië   |
| 18 oktober | 10:30 | Verenigde Staten | 116 - 50 | Zuid-Korea  |
| 18 oktober | 13:30 | Joegoslavië      | 74 - 45  | Finland     |
| 18 oktober | 17:30 | Brazilië         | 69 - 57  | Australië   |
| 18 oktober | 20:30 | Uruguay          | 69 - 59  | Peru        |

| Groep B |                  |             |             |             |            |            |            |        |
| #       | Land             | Wedstrijden | Wedstrijden | Wedstrijden | Doelpunten | Doelpunten | Doelpunten | Punten |
| #       | Land             | G           | W           | V           | V          | T          | Saldo      | Punten |
| 1       | Verenigde Staten | 7           | 7           | 0           | 569        | 333        | 236        | 14     |
| 2       | Brazilië         | 7           | 5           | 2           | 473        | 452        | 21         | 12     |
| 3       | Joegoslavië      | 7           | 5           | 2           | 529        | 453        | 76         | 12     |
| 4       | Uruguay          | 7           | 4           | 3           | 472        | 482        | -10        | 11     |
| 5       | Finland          | 7           | 3           | 4           | 409        | 475        | -66        | 10     |
| 6       | Australië        | 7           | 2           | 5           | 434        | 460        | -26        | 9      |
| 7       | Peru             | 7           | 2           | 5           | 431        | 453        | -22        | 9      |
| 8       | Zuid-Korea       | 7           | 0           | 7           | 432        | 641        | -209       | 7      |

### Plaatsingsronde

#### 13e t/m 16e plaats
| Datum      | Tijd  | Land      | Score   | Land       |
| ---------- | ----- | --------- | ------- | ---------- |
| 20 oktober | 14:00 | Hongarije | 99 - 83 | Zuid-Korea |
| 20 oktober | 15:30 | Canada    | 82 - 81 | Peru       |

#### 9e t/m 12e plaats
| Datum      | Tijd  | Land   | Score   | Land      |
| ---------- | ----- | ------ | ------- | --------- |
| 21 oktober | 14:00 | Mexico | 58 - 70 | Australië |
| 21 oktober | 15:30 | Japan  | 54 - 45 | Finland   |

#### 5e t/m 8e plaats
| Datum      | Tijd  | Land   | Score   | Land        |
| ---------- | ----- | ------ | ------- | ----------- |
| 20 oktober | 18:30 | Italië | 75 - 63 | Joegoslavië |
| 20 oktober | 20:00 | Polen  | 82 - 69 | Uruguay     |

#### 15e en 16e plaats
| Datum      | Tijd  | Land       | Score   | Land |
| ---------- | ----- | ---------- | ------- | ---- |
| 22 oktober | 14:00 | Zuid-Korea | 66 - 71 | Peru |

#### 13e en 14e plaats
| Datum      | Tijd  | Land      | Score   | Land   |
| ---------- | ----- | --------- | ------- | ------ |
| 22 oktober | 15:30 | Hongarije | 68 - 65 | Canada |

#### 11e en 12e plaats
| Datum      | Tijd  | Land   | Score   | Land    |
| ---------- | ----- | ------ | ------- | ------- |
| 23 oktober | 14:00 | Mexico | 72 - 73 | Finland |

#### 9e en 10e plaats
| Datum      | Tijd  | Land      | Score   | Land  |
| ---------- | ----- | --------- | ------- | ----- |
| 23 oktober | 15:30 | Australië | 64 - 57 | Japan |

#### 7e en 8e plaats
| Datum      | Tijd  | Land    | Score   | Land        |
| ---------- | ----- | ------- | ------- | ----------- |
| 22 oktober | 18:30 | Uruguay | 55 - 78 | Joegoslavië |

#### 5e en 6e plaats
| Datum      | Tijd  | Land  | Score   | Land   |
| ---------- | ----- | ----- | ------- | ------ |
| 22 oktober | 20:00 | Polen | 59 - 79 | Italië |

### Halve Finales
| Datum      | Tijd  | Land        | Score   | Land             |
| ---------- | ----- | ----------- | ------- | ---------------- |
| 21 oktober | 18:30 | Puerto Rico | 42 - 62 | Verenigde Staten |
| 21 oktober | 20:00 | Sovjet-Unie | 53 - 47 | Brazilië         |

### Bronzen Finale
| Datum      | Tijd  | Land     | Score   | Land        |
| ---------- | ----- | -------- | ------- | ----------- |
| 23 oktober | 18:30 | Brazilië | 76 - 60 | Puerto Rico |

### Finale
| Datum      | Tijd  | Land        | Score   | Land             |
| ---------- | ----- | ----------- | ------- | ---------------- |
| 23 oktober | 20:00 | Sovjet-Unie | 59 - 73 | Verenigde Staten |

### Eindrangschikking
| Goud | Zilver | Brons | 4 |
| Verenigde Staten Jim Barnes Bill Bradley Larry Brown Joe Caldwell Mel Counts Richard Davies Walt Hazzard Lucious Jackson Pete McCaffrey Jeff Mullins Jerry Shipp George Wilson                                  | Sovjet-Unie Valdis Muižnieks Mykola Bahlej Armenak Alachachian Aleksandr Travin Vjatsjeslav Chrynin Jānis Krūmiņš Levan Mosesjvili Joeri Kornejev Aleksandr Petrov Gennadi Volnov Jaak Lipso Juris Kalniņš                   | Brazilië Amaury Antônio Pasos Wlamir Marques Ubiratan Pereira Maciel Mosquito Friedrich Wilhelm Braun Rosa Branca Jatyr Eduardo Schall Edson Bispo dos Santos Antonio Salvador Sucar Victor Mirshauswka Sérgio Macarrão José Edvar Simões | Puerto Rico Teofilo Cruz Juan Vicens Bill McCadney Juan Ramón Báez Tomás Gutiérrez Evelio Droz Rubén Adorno Angel Cancel Martín Anza Alberto Zamot Jaime Frontera Angel García |
| 5 | 6 | 7 | 8 |
| Italië Massimo Masini Sauro Bufalini Ottorino Flaborea Gabriele Vianello Paolo Vittori Gianfranco Pieri Gianfranco Lombardi Giovanni Gavagnin Franco Bertini Gianfranco Sardagna Augusto Giomo Giusto Pellanera | Polen Mieczysław Łopatka Bohdan Likszo Zbigniew Dregier Andrzej Pstrokoński Janusz Wichowski Kazimierz Frelkiewicz Krzysztof Sitkowski Jerzy Piskun Andrzej Perka Stanisław Olejniczak Tadeusz Blauth Krystian Czernichowski | Joegoslavië Radivoj Korać Ivo Daneu Slobodan Gordić Trajko Rajković Dragan Kovačić Josip Đerđa Dragoslav Ražnatović Zvonko Petričević Vital Eiselt Vladimir Cvetković Nemanja Đurić Miodrag Nikolić                                       | Uruguay Washington Poyet Julio Gómez Edison Ciavattone Alvaro Roca Manuel Gadea Ramiro de León Sergio Pisano Luis García Waldemar Rial Jorge Maya Walter Márquez Luis Koster   |
| 9 | 10 | 11 | 12 |
| Australië Scott Davie Brendon Hackwill John Heard Bill Wyatt Michael Ahmatt Werner Linde Ken Cole Les Hody Carl Rodwell Mike Dancis Lindsay Gaze John Gardiner                                                  | Japan Takashi Masuda Setsuo Nara Masashi Shiga Kaoru Wakabayashi Fumihiko Moroyama Katsuji Tsunoda Kunihiko Nakamura Yoshitaka Egawa Nobuo Kaiho Akira Kodama Katsuo Bai Seiji Fujie                                         | Finland Martti Liimo Jorma Pilkevaara Kari Liimo Raimo Vartia Pertti Laanti Timo Lampen Risto Kala Kauko Kauppinen Raimo Lindholm Teijo Finneman Uolevi Manninen Juha Harjula                                                             | Mexico Manuel Raga Luis Enrique Grajeda Ricardo Pontvianne Mario Peña Armando Herrera Eulalio Avila Carlos Quintanar Alberto Almanza Rafael Heredia Miguel Arellano            |
| 13 | 14 | 15 | 16 |
| Hongarije János Greminger László Gabányi János Bencze Árpád Glatz Tibor Kangyal György Pólik Miklós Boháty János Rácz András Haán József Prieszol Pál Koczka Ödön Lendvay                                       | Canada Walter Birtles John Dacyshyn Rolly Goldring Keith Hartley Barry Howson Fred Ingaldson James Maguire John McKibbon Warren Reynolds Ruby Richman George Stulac Joe Stulac                                               | Peru Ricardo Duarte Jorge Vargas Oscar Benalcázar Simón Paredes Enrique Duarte José Guzmán Tomás Sangio Carlos Vásquez Raúl Duarte Oscar Sevilla Manuel Valerio Luis Duarte                                                               | Zuid-Korea Shin Dong-pa Moon Hyun-chang Kim Young-il Kim Seung-kyu Chung Jin-bong Lee Byung-koo Kim Young-ki Kim Chung-sun Ha Ui-kun Kim Moo-hyun Bang Yeul Kim In-kun         |

St. Louis 1904 · Berlijn 1936 · Londen 1948 · Helsinki 1952 · Melbourne 1956 · Rome 1960 · Tokio 1964 · Mexico-Stad 1968 · München 1972 · Montréal 1976 · Moskou 1980 · Los Angeles 1984 · Seoel 1988 · Barcelona 1992 · Atlanta 1996 · Sydney 2000 · Athene 2004 · Peking 2008 · Londen 2012 · Rio de Janeiro 2016 · Tokio 2020 · Parijs 2024 · Los Angeles 2028
Medaillewinnaars 
Atletiek · Basketbal · Boksen · Gewichtheffen · Hockey · Honkbal (demonstratie) · Judo · Kanovaren · Moderne vijfkamp · Paardensport · Roeien · Schermen · Schietsport · Schoonspringen · Turnen · Voetbal · Volleybal · Waterpolo · Wielersport · Worstelen · Zeilen · Zwemmen